# Igrzyska Ameryki Środkowej i Karaibów 1962
Igrzyska Ameryki Środkowej i Karaibów 1962 – dziewiąte Igrzyska Ameryki Środkowej i Karaibów, multidyscyplinarne zawody sportowe dla krajów znajdujących się w Ameryce Środkowej i na Karaibach, które odbyły się w Kingston w dniach 15–28 sierpnia 1962 roku.

## Informacje ogólne
Jamajka, jako pierwszy anglojęzyczny kraj, otrzymała prawo do organizacji zawodów na spotkaniu delegatów z państw regionu 25 sierpnia 1959 roku w Chicago, po rezygnacji wcześniej wybranego Portoryko. Rekordowa liczba piętnastu uczestniczących krajów wystawiła łącznie 1316 zawodników i 243 zawodniczki, co stanowiło najwyższą ich liczbę w dotychczasowej historii. Sportowcy rywalizowali w 112 konkurencjach w 16 dyscyplinach – najmniej od edycji z 1946.
Po raz pierwszy na igrzyskach pojawiły się zespoły z Bahamów i Barbadosu, a także rozegrano regaty żeglarskie.

## Dyscypliny
- Baseball  (szczegóły)
- Boks  (szczegóły)
- Kolarstwo torowe  (szczegóły)
- Koszykówka  (szczegóły)
- Lekkoatletyka  (szczegóły)
- Piłka nożna  (szczegóły)
- Piłka wodna  (szczegóły)
- Pływanie  (szczegóły)
- Podnoszenie ciężarów  (szczegóły)
- Siatkówka (halowa)  (szczegóły)
- Skoki do wody  (szczegóły)
- Strzelectwo  (szczegóły)
- Szermierka  (szczegóły)
- Tenis ziemny  (szczegóły)
- Zapasy  (szczegóły)
- Żeglarstwo  (szczegóły)

## Tabela medalowa
Źródło.
| Lp.   | Państwo             | Złoto | Srebro | Brąz | Razem |
| ----- | ------------------- | ----- | ------ | ---- | ----- |
| 1     | Meksyk              | 37    | 25     | 27   | 89    |
| 2     | Wenezuela           | 15    | 27     | 15   | 57    |
| 3     | Kuba                | 12    | 11     | 13   | 36    |
| 4     | Portoryko           | 11    | 14     | 13   | 38    |
| 5     | Kolumbia            | 10    | 4      | 11   | 25    |
| 6     | Jamajka             | 8     | 7      | 8    | 23    |
| 7     | Trynidad i Tobago   | 4     | 4      | 7    | 15    |
| 8     | Antyle Holenderskie | 4     | 3      | 2    | 9     |
| 9     | Bahamy              | 4     | 1      | 1    | 6     |
| 10    | Panama              | 3     | 7      | 4    | 14    |
| 11    | Dominikana          | 2     | 1      | 2    | 5     |
| 12    | Gujana              | 1     | 3      | 2    | 6     |
| 13    | Gwatemala           | 1     | 2      | 2    | 5     |
| 14    | Salwador            | 0     | 2      | 3    | 5     |
| 15    | Barbados            | 0     | 1      | 2    | 3     |
| Razem | Razem               | 112   | 112    | 112  | 336   |